# Eustomias fissibarbis
Eustomias fissibarbis és una espècie de peix de la família dels estòmids i de l'ordre dels estomiformes.

## Morfologia
- Els mascles poden assolir 19,3 cm de longitud total.[4][5]

## Hàbitat
És un peix marí i d'aigües profundes.

## Distribució geogràfica
Es troba a l'Atlàntic (entre 35°N i 27°S), el Pacífic oriental central (a prop de Hawaii i just al sud de la línia equatorial), el Pacífic occidental central i l'Índic occidental.